# تيرغا
بلدية تيرغا (بالإسبانية: Tierga) هي بلدية تقع في مقاطعة سرقسطة التابعة لمنطقة أراغون شمال شرق إسبانيا.

## الديموغرافيا
بلغ عدد سكان بلدية تيرغا 202 نسمة عام 2011 (وفقاً للمعهد الوطني الإسباني للإحصاء).
| 265 | 257 | 232 | 212 | 198 | 289 | 202 |